# Teixeira Nunes
Joaquim Teixeira Nunes (Canguçu, 1802 — Arroio Grande, 26 de novembro de 1844) foi um militar e um revolucionário brasileiro, ficando conhecido, durante a Revolução Farroupilha, como o Gavião.
Assim como Vicente Ferrer de Almeida, radicou-se em Canguçu e participou da Guerra Cisplatina como alferes do Regimento de Cavalaria das Missões, onde tomou parte da Batalha do Passo do Rosário.[carece de fontes?]
Republicano, participou da Revolução Farroupilha, tendo combatido em Rio Pardo em 1838 e em seguida, participou da expedição à Laguna, em 1839, que culminaria com a formação da República Juliana. Ali, conheceu o revolucionário italiano Giuseppe Garibaldi.[carece de fontes?]
Em companhia de Garibaldi, Luigi Rossetti e Anita Garibaldi, ao retornar da malograda expedição à Laguna, derrotou em Bom Jesus a Divisão Paulista - ou da Serra - ao comando do brigadeiro Francisco Xavier da Cunha, enviada de São Paulo para lutar contra os farroupilhas. Tomou parte do indeciso combate de Taquari, no qual comandou uma brigada ligeira de cavalaria. Depois, sob o comando de Bento Gonçalves, se destacou no ataque a São José do Norte.[carece de fontes?]
Foi o segundo comandante do Corpo de Lanceiros Negros, constituído de escravos libertos. Era considerando o maior lanceiro de sua época. Era também reconhecido como líder abolicionista e defensor dos direitos dos negros.[carece de fontes?]
Na Batalha dos Porongos, parte de seus lanceiros negros foram massacrados. Com os Lanceiros sobreviventes, conseguiu escapar, sendo encurralado pelas tropas imperais próximo ao Arroio Chasqueiro, na Batalha de Arroio Grande, em 26 de novembro de 1844 - último combate farroupilha em território Riograndense, onde foi capturado e ferido. Impossibilitado de defender-se apos ter sido seu cavalo boleado (derrubado com boleadeiras), foi lancetado pelo alferes Manduca Rodrigues, que lutava pelos imperiais comandados pelo Moringue. Ao fim foi degolado por Eliseu de Freitas.  Seu cavalo encilhado foi vendido ao cabo Mariano e o relógio, com uma grossa corrente de ouro, ao Capitão Carneiro.
Seu corpo foi transladado para o Curato de Nossa Senhora da Graça do Arroio Grande (atual Cidade de Arroio Grande), onde foi sepultado, juntamente com mais 3 oficiais farroupilhas mortos no combate, no adrio da primitiva Capela (atual Igreja Matriz de Nossa Senhora da Graça).